# Championnat de Zambie de football 2002
Navigation
Saison précédente Saison suivante
La saison 2002 du Championnat de Zambie de football est la quarante-et-unième édition de la première division en Zambie. Les seize meilleures équipes du pays sont regroupées au sein d'une poule unique où elles s'affrontent deux fois, à domicile et à l'extérieur. En fin de saison, les quatre derniers du classement sont relégués et remplacés par les deux premiers de chacune des deux groupes géographiques de Zambian Second Division, la deuxième division zambienne.
C'est le Zanaco FC qui remporte le championnat cette saison après avoir terminé en tête du classement, avec un seul point d'avance sur le Power Dynamos FC et sur les Green Buffaloes FC. C'est le tout premier titre de champion de Zambie de l'histoire du club, qui réussit même le doublé en s'imposant en finale de la Coupe de Zambie face au Power Dynamos.
Le vainqueur du championnat se qualifie pour la Ligue des champions de la CAF tandis que le vainqueur de la Coupe de Zambie obtient son billet pour la Coupe des Coupes. Le meilleur club non qualifié pour les deux compétitions participe à la prochaine édition de la Coupe de la CAF.

## Les clubs participants
| - Nkana FC - Power Dynamos FC - Mufulira Wanderers FC - Kitwe United FC - Promu de Second Division - Green Buffaloes FC - Nchanga Rovers FC - Konkola Blades FC - Lusaka City Council FC | - Red Arrows FC - Zanaco FC - Zamsure FC - Forest Rangers FC - Promu de Second Division - Nkwazi FC - Promu de Second Division - City of Lusaka FC - Promu de Second Division - Kabwe Warriors FC - Lusaka Dynamos FC |

## Compétition
Le barème de points servant à établir les classements se décompose ainsi :
- Victoire : 3 points
- Match nul : 1 point
- Défaite : 0 point

### Classement
| Rang | Équipe                 | Pts | J  | G  | N  | P  | Bp | Bc | Diff |
| ---- | ---------------------- | --- | -- | -- | -- | -- | -- | -- | ---- |
| 1    | Zanaco FCC             | 61  | 30 | 18 | 7  | 5  | 42 | 24 | +18  |
| 2    | Power Dynamos FC       | 60  | 30 | 18 | 6  | 6  | 41 | 21 | +20  |
| 3    | Green Buffaloes FC     | 60  | 30 | 19 | 3  | 8  | 42 | 26 | +16  |
| 4    | Kabwe Warriors FC      | 55  | 30 | 16 | 7  | 7  | 39 | 21 | +18  |
| 5    | Red Arrows FC          | 53  | 30 | 15 | 8  | 7  | 37 | 24 | +13  |
| 6    | Nchanga Rovers FC      | 45  | 30 | 13 | 6  | 11 | 28 | 18 | +10  |
| 7    | Kitwe United FCP       | 41  | 30 | 11 | 8  | 11 | 29 | 30 | -1   |
| 8    | Konkola Blades FC      | 38  | 30 | 10 | 8  | 12 | 29 | 31 | -2   |
| 9    | Lusaka Dynamos FC      | 37  | 30 | 9  | 10 | 11 | 33 | 36 | -3   |
| 10   | Nkana FCT              | 36  | 30 | 9  | 9  | 12 | 38 | 34 | +4   |
| 11   | City of Lusaka FCP     | 33  | 30 | 7  | 12 | 11 | 26 | 36 | -10  |
| 12   | Nkwazi FCP             | 32  | 30 | 6  | 14 | 10 | 28 | 37 | -9   |
| 13   | Mufulira Wanderers FC  | 32  | 30 | 8  | 8  | 14 | 22 | 34 | -12  |
| 14   | Zamsure FC             | 30  | 30 | 7  | 9  | 14 | 24 | 36 | -12  |
| 15   | Lusaka City Council FC | 23  | 30 | 5  | 8  | 17 | 22 | 47 | -25  |
| 16   | Forest Rangers FCP     | 16  | 30 | 3  | 7  | 20 | 20 | 45 | -25  |

|  | Qualification pour la Ligue des champions de la CAF 2003                             |
|  | Qualification pour la Coupe des Coupes 2003                                          |
|  | Qualification pour la Coupe de la CAF 2003                                           |
|  | Relégation directe en Second Division                                                |
|  | T : Tenant du titre C : Vainqueur de la Coupe de Zambie P : Promu de Second Division |

## Bilan de la saison
| Championnat de Zambie de football 2002 |                        |
| Champion                               | Zanaco FC (1er titre)  |
| Coupes et trophées                     |                        |
| Vainqueur de la Coupe de Zambie 2002   | Zanaco FC              |
| Qualifications continentales           |                        |
| Ligue des champions de la CAF 2003     | Zanaco FC              |
| Coupe des Coupes 2003                  | Power Dynamos FC       |
| Coupe de la CAF 2003                   | Green Buffaloes FC     |
| Promotions et relégations              |                        |
| Promus en Premier League               | Roan United FC         |
| Promus en Premier League               | Chambishi Blackburn FC |
| Promus en Premier League               | National Assembly FC   |
| Promus en Premier League               | Prisons Leopards FC    |
| Relégués en Second Division            | Zamsure FC             |
| Relégués en Second Division            | Mufulira Wanderers FC  |
| Relégués en Second Division            | Lusaka City Council FC |
| Relégués en Second Division            | Forest Rangers FC      |